# Puerto Cortés
Pueto Cortés je město nacházející na pobřeží Honduraského zálivu v departementu Cortés. Jedná se o významný mořský přístav, důležitý pro zahraniční obchod celého státu. Je vzdáleno přibližně 60 km od průmyslového města San Pedro Sula, se kterým je spojeno železniční tratí. Je součástí metropolitní oblasti Valle de Sula, ve které se vytváří více než 60 % veškerého HDP Hondurasu.